# Copa del Emperador 2018
La 98.ª Copa del Emperador (天皇杯 JFA 第98回全日本サッカー選手権大会 Tennōhai JFA Dai 98-kai Zennihon Sakkā Senshuken Taikai?) fue la edición 2018 de dicha competición de fútbol, la más antigua de Japón. El torneo comenzó el 26 de mayo de 2018 y terminó el 9 de diciembre de 2018. La final del torneo se llevó a cabo más temprano que el habitual 1 de enero debido a la Copa Asiática 2019 venidera.
El campeón fue Urawa Red Diamonds, tras vencer en la final a Vegalta Sendai. De esta manera, el conjunto de la capital de la prefectura de Saitama volvió a dar la vuelta olímpica luego de doce años. Por lo mismo, disputó la Supercopa de Japón 2019 ante Kawasaki Frontale, vencedor de la J1 League, y obtuvo la segunda plaza de la Asociación de Fútbol de Japón en la Liga de Campeones de la AFC 2019.

## Calendario
| Etapa            | Fechas                                          | Número de equipos participantes | Observaciones                                                    |
| ---------------- | ----------------------------------------------- | ------------------------------- | ---------------------------------------------------------------- |
| Primera ronda    | 26 y 27 de mayo de 2018                         | 48 (1+47) → 24                  | - 47: ganadores de copas prefecturales - 1: mejor equipo amateur |
| Segunda ronda    | 6 de junio de 2018                              | 64 (24+18+22) → 32              | - 18: clubes de la J1 - 22: clubes de la J2                      |
| Tercera ronda    | 11 de julio de 2018 (22 de agosto de 2018)      | 32 → 16                         | - Participación de los ganadores de la Segunda ronda             |
| Octavos de final | 22 de agosto de 2018 (26 de septiembre de 2018) | 16 → 8                          | - Participación de los ganadores de la Tercera ronda             |
| Cuartos de final | 24 de octubre de 2018 (21 de noviembre de 2018) | 8 → 4                           | - Participación de los ganadores de los octavos de final         |
| Semifinales      | 5 de diciembre de 2018                          | 4 → 2                           | - Participación de los ganadores de los cuartos de final         |
| Final            | 9 de diciembre de 2018                          | 2 → 1                           | - Participación de los ganadores de las semifinales              |

## Equipos participantes
88 formaron parte del torneo. Todos los clubes de la J1 League 2018 y todos los de la J2 League 2018 comenzaron su participación en la segunda ronda del certamen, mientras que los restantes equipos iniciaron su campaña en la primera rueda.

### J1 League
Todos los 18 equipos pertenecientes a la J1 League 2018.
- Cerezo Osaka
- Gamba Osaka
- Hokkaido Consadole Sapporo
- Júbilo Iwata
- Kashima Antlers
- Kashiwa Reysol
- Kawasaki Frontale
- Nagoya Grampus
- Sagan Tosu
- Sanfrecce Hiroshima
- Shimizu S-Pulse
- Shonan Bellmare
- F.C. Tokyo
- Urawa Red Diamonds
- V-Varen Nagasaki
- Vegalta Sendai
- Vissel Kobe
- Yokohama F. Marinos

### J2 League
Todos los 22 equipos pertenecientes a la J2 League 2018.
- Albirex Niigata
- Avispa Fukuoka
- Ehime F.C.
- Fagiano Okayama
- F.C. Gifu
- JEF United Chiba
- Kamatamare Sanuki
- Kyoto Sanga
- Machida Zelvia
- Matsumoto Yamaga
- Mito HollyHock
- Montedio Yamagata
- Oita Trinita
- Omiya Ardija
- Renofa Yamaguchi
- Roasso Kumamoto
- Tochigi S.C.
- Tokushima Vortis
- Tokyo Verdy
- Ventforet Kofu
- Yokohama F.C.
- Zweigen Kanazawa

### Mejor equipo amateur
- Ryutsu Keizai University

### Representantes de las prefecturas
- Universidad de Chūkyō
- Blaublitz Akita
- ReinMeer Aomori
- Vonds Ichihara
- F.C. Imabari
- Saurcos Fukui
- Universidad de Fukuoka
- Iwaki F.C.
- NK Kani
- Thespakusatsu Gunma
- SRC Hiroshima
- Escuela de Iwamizawa de la Universidad de Educación de Hokkaidō
- Universidad Kwansei Gakuin
- Ryutsu Keizai University Dragons Ryugasaki
- Universidad Kanazawa Seiryō
- Grulla Morioka
- Tadotsu F.C.
- Kagoshima United
- YSCC Yokohama
- Okoshiyasu Kyōto
- Kochi United
- Universidad Tōkai Kumamoto
- Suzuka Unlimited
- Sony Sendai
- Tegevajaro Miyazaki
- Nagano Parceiro
- Universidad de Ciencia y Tecnología de Nagasaki
- Nara Club
- Universidad de Salud y Bienestar de Niigata
- Verspah Oita
- Mitsubishi Mizushima
- F.C. Ryukyu
- F.C. Osaka
- Saga Lixil
- Universidad Internacional de Tokio
- MIO Biwako Shiga
- Matsue City
- Honda F.C.
- Universidad Sakushin Gakuin
- Universidad de Komazawa
- F.C. Tokushima
- Gainare Tottori
- Kataller Toyama
- Arterivo Wakayama
- Universidad de Yamagata
- Universidad de Tokuyama
- Nirasaki Astros

## Fase final
Los cruces de esta fase se sortearon el 12 de septiembre de 2018.

#### Cuadro de desarrollo
|  | Cuartos de final                | Cuartos de final                |                   |                    | Semifinales    | Semifinales    |  |                    | Final          | Final          |  |
|  | 24 de octubre y 21 de noviembre | 24 de octubre y 21 de noviembre |                   |                    | 5 de diciembre | 5 de diciembre |  |                    | 9 de diciembre | 9 de diciembre |  |
|  |                                 |                                 |                   |                    |                |                |  |                    |                |                |  |
|  |                                 |                                 |                   |                    |                |                |  |                    |                |                |  |
|  | Urawa Red Diamonds              | 2                               |                   |                    |                |                |  |                    |                |                |  |
|  | Urawa Red Diamonds              | 2                               |                   |                    |                |                |  |                    |                |                |  |
|  | Sagan Tosu                      | 0                               |                   |                    |                |                |  |                    |                |                |  |
|  | Sagan Tosu                      | 0                               |                   | Urawa Red Diamonds | 1              |                |  |                    |                |                |  |
|  |                                 |                                 |                   | Urawa Red Diamonds | 1              |                |  |                    |                |                |  |
|  |                                 |                                 | Kashima Antlers   | 0                  |                |                |  |                    |                |                |  |
|  | Kashima Antlers                 | 1                               | Kashima Antlers   | 0                  |                |                |  |                    |                |                |  |
|  | Kashima Antlers                 | 1                               |                   |                    |                |                |  |                    |                |                |  |
|  | Ventforet Kofu                  | 0                               |                   |                    |                |                |  |                    |                |                |  |
|  | Ventforet Kofu                  | 0                               |                   |                    |                |                |  | Urawa Red Diamonds | 1              |                |  |
|  |                                 |                                 |                   |                    |                |                |  | Urawa Red Diamonds | 1              |                |  |
|  |                                 |                                 | Vegalta Sendai    | 0                  |                |                |  |                    |                |                |  |
|  | Júbilo Iwata                    | 1 (3)                           | Vegalta Sendai    | 0                  |                |                |  |                    |                |                |  |
|  | Júbilo Iwata                    | 1 (3)                           |                   |                    |                |                |  |                    |                |                |  |
|  | Vegalta Sendai (p)              | 1 (4)                           |                   |                    |                |                |  |                    |                |                |  |
|  | Vegalta Sendai (p)              | 1 (4)                           |                   | Vegalta Sendai     | 3              |                |  |                    |                |                |  |
|  |                                 |                                 |                   | Vegalta Sendai     | 3              |                |  |                    |                |                |  |
|  |                                 |                                 | Montedio Yamagata | 2                  |                |                |  |                    |                |                |  |
|  | Kawasaki Frontale               | 2                               | Montedio Yamagata | 2                  |                |                |  |                    |                |                |  |
|  | Kawasaki Frontale               | 2                               |                   |                    |                |                |  |                    |                |                |  |
|  | Montedio Yamagata               | 3                               |                   |                    |                |                |  |                    |                |                |  |
|  | Montedio Yamagata               | 3                               |                   |                    |                |                |  |                    |                |                |  |
|  |                                 |                                 |                   |                    |                |                |  |                    |                |                |  |

- Los horarios de los partidos corresponden al huso horario de Japón: (UTC+9)

#### Cuartos de final
| Fecha           | Ciudad   | Estadio                     | Local              | Resultado   | Visitante         |
| --------------- | -------- | --------------------------- | ------------------ | ----------- | ----------------- |
| 24 de octubre   | Kumagaya | Estadio Atlético            | Urawa Red Diamonds | 2:0         | Sagan Tosu        |
| 21 de noviembre | Kōfu     | Estadio Yamanashi Chuo Bank | Kashima Antlers    | 1:0         | Ventforet Kofu    |
| 24 de octubre   | Iwata    | Estadio Yamaha              | Júbilo Iwata       | (3) 1:1 (4) | Vegalta Sendai    |
| 24 de octubre   | Tendō    | Estadio de Yamagata         | Kawasaki Frontale  | 2:3         | Montedio Yamagata |

| 24 de octubre de 2018, 19:03 | Urawa Red Diamonds      | 2:0 (2:0) | Sagan Tosu | Estadio Atlético, Kumagaya                                    |                                                               |
|                              | Ugajin 16' · Makino 31' | Reporte   |            | Asistencia: 7.867 espectadores Árbitro(s): Nobutsugu Murakami | Asistencia: 7.867 espectadores Árbitro(s): Nobutsugu Murakami |

| 21 de noviembre de 2018, 19:03 | Kashima Antlers | 1:0 (0:0) | Ventforet Kofu | Estadio Yamanashi Chuo Bank, Kōfu                           |                                                             |
|                                | Doi 76'         | Reporte   |                | Asistencia: 6.243 espectadores Árbitro(s): Yūichi Nishimura | Asistencia: 6.243 espectadores Árbitro(s): Yūichi Nishimura |

| 24 de octubre de 2018, 19:03 | Júbilo Iwata                           | 1:1 (1:1, 1:0) (t. s.)(3:4 p.) | Vegalta Sendai                                   | Estadio Yamaha, Iwata                                   |                                                         |
|                              | Ogawa 9'                               | Reporte                        | Germain 86'                                      | Asistencia: 4.068 espectadores Árbitro(s): Takuto Okabe | Asistencia: 4.068 espectadores Árbitro(s): Takuto Okabe |
|                              |                                        | Tiros desde el punto penal     |                                                  |                                                         |                                                         |
|                              | Ogawa · Araki · Ōi · Uehara · Miyazaki |                                | Nagato · Notsuda · Ishihara · Germain · Havenaar |                                                         |                                                         |

| 24 de octubre de 2018, 19:03 | Kawasaki Frontale | 2:3 (0:2) | Montedio Yamagata                     | Estadio de Yamagata, Tendō                              |                                                         |
|                              | Chinen 60', 70'   | Reporte   | Kobayashi 2' · Sakai 36' · Sakano 49' | Asistencia: 5.356 espectadores Árbitro(s): Yūsuke Araki | Asistencia: 5.356 espectadores Árbitro(s): Yūsuke Araki |

#### Semifinales
| Fecha          | Ciudad  | Estadio            | Local              | Resultado | Visitante         |
| -------------- | ------- | ------------------ | ------------------ | --------- | ----------------- |
| 5 de diciembre | Kashima | Estadio de Kashima | Urawa Red Diamonds | 1:0       | Kashima Antlers   |
| 5 de diciembre | Sendai  | Estadio Yurtec     | Vegalta Sendai     | 3:2       | Montedio Yamagata |

| 5 de diciembre de 2018, 19:04 | Urawa Red Diamonds   | 1:0 (1:0) | Kashima Antlers | Estadio de Kashima, Kashima                                    |                                                                |
|                               | Maurício Antônio 27' | Reporte   |                 | Asistencia: 13.949 espectadores Árbitro(s): Kōichirō Fukushima | Asistencia: 13.949 espectadores Árbitro(s): Kōichirō Fukushima |

| 5 de diciembre de 2018, 19:04 | Vegalta Sendai                         | 3:2 (3:2) | Montedio Yamagata | Estadio Yurtec, Sendai                                     |                                                            |
|                               | Germain 14' · Yajima 18' · Hiraoka 36' | Reporte   | Sakano 32', 44'   | Asistencia: 16.604 espectadores Árbitro(s): Masaaki Iemoto | Asistencia: 16.604 espectadores Árbitro(s): Masaaki Iemoto |

#### Final
| Fecha          | Ciudad  | Estadio              | Local              | Resultado | Visitante      |
| -------------- | ------- | -------------------- | ------------------ | --------- | -------------- |
| 9 de diciembre | Saitama | Estadio Saitama 2002 | Urawa Red Diamonds | 1:0       | Vegalta Sendai |

| 9 de diciembre de 2018, 18:04 | Urawa Red Diamonds | 1:0 (1:0) | Vegalta Sendai | Estadio Saitama 2002, Saitama                              |                                                            |
|                               | Ugajin 13'         | Reporte   |                | Asistencia: 50.978 espectadores Árbitro(s): Yūdai Yamamoto | Asistencia: 50.978 espectadores Árbitro(s): Yūdai Yamamoto |

|                                       |
| Bandera de la Prefectura de Saitama   |
| Campeón Urawa Red Diamonds 7.º título |